# 諾布斯地區
諾布斯地區（英語：Knobs region）位於美國肯塔基州。這是一片狹窄的弧形區域，由數百座孤山組成。諾布斯地區環繞肯塔基州中北部至東北部藍草地區的南部和東部地區。諾布斯地區西端始於肯塔基州路易維爾附近，並繼續向東南延伸，穿過布利特郡、哈丁縣、納爾遜郡、拉魯郡 、馬里昂縣、泰勒縣、博伊爾郡、凱西郡和林肯縣，然後轉向東北並沿著波茨維爾懸崖和阿巴拉契亞高原運行。旋鈕弧長230英里（370公里）。
許多山丘呈圓錐形，高達數百英尺，有些山丘的蓋層形成懸崖。